# Universitatea din Calcutta
Universitatea din Calcutta (în bengaleză কলিকাতা বিশ্ববিদ্যালয়; cunoscută și sub denumirea de Calcutta University sau CU) este o universitate publică din Kolkata (anterior Calcutta), Bengalul de Vest, India, fondată la 24 ianuarie 1857. Ea a fost prima instituție din Asia înființată ca o universitate multidisciplinară și seculară de tip occidental. În India este recunoscută ca o „universitate de cinci stele” și un „centru cu potențial de excelență” de către University Grants Commission și National Assessment and Accreditation Council.
Există patru laureați ai Premiului Nobel asociați cu această universitate: Ronald Ross, Rabindranath Tagore, C. V. Raman și Amartya Sen.
Universitatea are cel mai mare număr de studenți care au trecut examenul de eligibilitate pentru admiterea la doctorat în Natural Science & Arts pentru a deveni eligibili să urmeze un program de cercetare cu bursă integrală acordată de Guvernul Indiei.

## Clasare în topul universităților
Universitatea este recunoscută ca una dintre cele mai prestigioase universități din lume. Universitatea din Calcutta a fost clasată pe locul 401+ în QS World University Rankings din 2011 și pe locul 43 în QS University Rankings for Asia din 2012. În India, a fost clasată pe locul 2 în topul universităților din India realizat de India Today în 2012, 2013 și 2014.